# Franz Muncker
Franz Muncker, född den 4 december 1855 i Bayreuth, död den 7 september 1926 i München, var en tysk litteraturhistoriker. 
Muncker studerade filologi under Michael Bernays, blev 1880 docent, 1890 extra ordinarie och 1896 ordinarie professor i nyare litteraturhistoria i München. Muncker författade ett stort antal arbeten, företrädesvis i tysk litteraturhistoria: Lessings persönliches und literarisches Verhältnis zu Klopstock (1880), Johann Kaspar Lavater (1883), Friedrich Gottlieb Klopstock (1888), Richard Wagner (1891; 2:a upplagan 1909) och Wandlungen in den Anschauungen über Poesie während der zwei letzten Jahrhunderten (1906) med flera. Han var därjämte utomordentligt verksam som utgivare av Kleist, Klopstock och Lessing med flera. Dessutom redigerade han "Forschungen zur neueren Literaturgeschichte" (1898 ff.).